# Рибейран-Клару
Рибейран-Клару (порт. Ribeirão Claro) — муниципалитет в Бразилии, входит в штат Парана. Составная часть мезорегиона Север Пиунейру-Паранаэнси. Входит в экономико-статистический микрорегион Жакарезинью. Население составляет 10 547 человек на 2006 год. Занимает площадь 632,782 км². Плотность населения — 16,7 чел./км².

## История
Город основан 13 мая 1908 года.

## Статистика
- Валовой внутренний продукт на 2003 год составляет 59 534 917,00 реалов (данные: Бразильский институт географии и статистики).
- Валовой внутренний продукт на душу населения на 2003 год составляет 5558,82 реалов (данные: Бразильский институт географии и статистики).
- Индекс развития человеческого потенциала на 2000 год составляет 0,747 (данные: Программа развития ООН).

## География
Климат местности: субтропический. В соответствии с классификацией Кёппена, климат относится к категории Cfa.